# Concepción Sáinz-Amor Alonso de Celada
Concepción Sáinz-Amor Alonso de Celada (Cebolleros, Burgos, 8 de desembre de 1897- Medina de Pomar, 16 de gener de 1994), fou mestra, pedagoga i escriptora. Dugué a terme una àmplia recerca en els corrents pedagògics més innovadors, que aplicà primer a l'escola rural i després a les escoles urbanes del Patronat Escolar de Barcelona, en les quals treballà com a directora.

## De l'escola rural al Patronat Escolar de Barcelona
Nasqué a Valle de Tobalina, al municipi de Cebolleros, de la província de Burgos. Després dels primers estudis al seu poble, el 1916 es graduà com a mestra a l'Escola Normal de Burgos i començà a exercir la docència en poblacions rurals de la Rioja. Compromesa amb la renovació educativa, viatjà per diversos països a la recerca d'experiències modèliques en què basar-se.
Viatges i publicacions assenyalen el seu objectiu d'obrir l'escola rural als nou corrents educatius, especialment de l'escola activa. El seu llibre La escuela rural activa ofereix una anàlisi de la dificultosa situació de l'escola rural i útils propostes didàctiques, en un context social on la majoria de la població espanyola vivia i treballava a la ruralitat.
Amb els seus recursos personals assistí als Congressos Internacionals d'Escoles Noves de Montreux-Territet, (Suïssa) el 1923; a Heildelberg, (Alemanya) el 1925; a Lorcano, (Suïssa) el 1927 i a Helsingør, (Dinamarca) el 1929, congressos que són una important via de difusió i intercanvi d'experiències del moviment coetani de l'Escola Nova. Allà conegué noves metodologies i nous horitzons educatius, socials i polítics.
Concepció Sainz-Amor entén que l'objectiu d'aquestes reunions i de l'Escola Nova era, per una banda, consolidar la pau entre els joves i de l'altra, ajudar a assolir la llibertat dels infants i dels mestres; finalment cercar, entre les diverses metodologies actives, els principis fonamentals d'aquests diversos esforços.
El 1931 s'integrà al Patronat Escolar de Barcelona, que, un cop restablert després de la seva supressió per la Dictadura de Primo de Rivera, inaugurà poc abans de la Segona República diversos centres educatius que esdevingueren una xarxa d'escoles públiques de qualitat i de plantejaments didàctics avançats. Saiz-Amor fou nomenada directora del Grup Escolar Ramon de Penyafort, a la carretera del Port (Can Tunis), en un barri de famílies molt humils, amb alt índex d'analfabetisme i complexitat social.
Prosseguí amb la seva participació en els Congressos d'Escola Nova assistint al de Niça (França) de 1932, on l'Ajuntament de Barcelona aportà un report de la seva notable obra escolar. Entre el novembre de 1932 i el gener de l'any següent visità escoles a Bèlgica i Itàlia, pensionada per la Junta per a l'Ampliació d'Estudis, per estudiar les innovacions en el camp de les ciències naturals i l'organització de les escoles maternals. També visità Viena, on s'havia desenvolupat una important obra educativa en la línia de l'Escola Nova en el clima de la nova república austríaca. L'estiu del 1933 participa en les Misiones Pedagógicas, instituïdes, sota el patrocini del govern de la Segona República, per apropar la cultura a l'àmbit rural.
Es llicencià en Pedagogia, el 1934, a la Facultat de Filosofia i Lletres i Pedagogia barcelonina. Participà en el Seminari de Pedagogia d'aquella facultat, que es realitzava a la Universitat Autònoma de Barcelona sota l'impuls de Joaquim Xirau, que pretenia donar un nou impuls educatiu des de valors democràtics i progressistes.
També col·laborà amb l'Ateneu Enciclopèdic Popular. Era membre de la Federación Española de Trabajadores de la Enseñanza de la UGT.

## La tasca durant el franquisme
Acabada la Gerra Civil, en la llarga etapa de repressió endegada per la dictadura franquista, Concepción Sainz-Amor fou suspesa de sou i feina i també inhabilitada per a ser directora. Més endavant demanà la revisió de l'expedient aportant nova documentació, i fou readmesa al magisteri però amb una sanció després d'un curs sense sou ni feina (1941-1942), temps que dedicà a formar-se. Finalitzat el període d'inhabilitació, dirigí diversos centres municipals fins a la seva jubilació l'any 1967.
En la nova situació política mirà de prosseguir la seva obra i acció dins les coordenades del règim de la dictadura franquista. El 1945 es doctorà a la Universidad Complutense de Madrid amb una tesi sobre les Ideas pedagógicas del padre Feijoo.
Des del 1947 s'interessà pel test de Rorschach i n'estudia l'aplicació en el camp escolar; aquest Interès la portaria el 1958 a Suïssa per formar-se amb Marguerite Loosli-Usteri.
Sent directora de l'Escola Mossèn Jacint Verdaguer, el 1954, s'incorporá com a professora a la reinstaurada Secció de Pedagogia de la Universitat de Barcelona, la qual havia estat suprimida el 1939 pel franquisme. Allà explicà Pedagogia diferencial i l'any 1958 en fou nomenada professora adjunta.
Seguint la seva política de copsar altres realitats educatives i socials, el 1964 visità Argentina, Brasil i Uruguai. També participà al Congrés Internacional de la Infància Catòlica a Beirut d'aquell mateix any.
Esdevingué membre de l'Acadèmia de Doctors del Districte Universitari de Barcelona. El seu discurs d'ingrés fou dedicat al valor educatiu de la literatura infantil i juvenil, un dels seus camps de treball més estimats.

## Publicacions
Pedagogia i didàctica
- Las escuelas nuevas italianas. Madrid: Publicaciones de la Revista de Pedagogía. 1927
- El Método Cousinet. Madrid: Publicaciones de la Revista de Pedagogía, 1929
- El método de la escuela renovada. Madrid: Publicaciones de la Revista de Pedagogía, 1930
- Las escuelas nuevas escandinavas. Madrid: Publicaciones de la Revista de Pedagogía., 1930
- El maestro visitador. Madrid: Publicaciones de la Revista de Pedagogía, 1932
- La escuela rural activa. Madrid: Publicaciones de la Revista de Pedagogía. 1933
- Ejercicios de lenguaje y gramática. Barcelona: Seix Barral.1942-1960. (Cinc quaderns)
- Ideas pedagógicas del Padre Feijoo. Madrid: CSIC. Instituto San José de Calasanz de Pedagogía, 1950
- La prueba de Rorschach en párvulos. Madrid: Revista de Psicología General y Aplicada, 1950
- El acto educativo. Madrid: Revista Española de pedagogía, 1955
- La vocación. Madrid: Publicaciones de la Revista Española de Pedagogía, 1957

Literatura infantil i juvenil
- Mis amigos los animales. Barcelona: Gráfica Predilecta, 1934.
- Cuentos Alemanes. Barcelona: Araluce, 1934
- Cuentos y Cosas. Barcelona: Gráfica Predilecta, 1936
- Cuentos maravillosos de la naturaleza. Barcelona: Molino, 1943
- Leyendas Españolas. Madrid: Hernando, 1945
- Cuentos piadosos de la naturaleza. Barcelona: Molino, 1948
- El pastorcillo de Gredos. Barcelona: Prima Luce, 1961
- Vivir la vida. Barcelona: Prima Luce, 1962
- Hazte querer. Barcelona: Rivadeneyra, 1966